# Heinrich Theodor Flathe
Heinrich Theodor Flathe (* 1. Juni 1827 in Alt-Tanneberg; † 26. März 1900 in Loschwitz) war ein deutscher Historiker.

## Leben
Heinrich Theodor Flathe war der Sohn des Pastors Heinrich Jakob Flathe. Auf der Thomasschule zu Leipzig vorgebildet, besuchte er von 1840 bis 1845 die Fürstenschule St. Afra. Anschließend bezog er die Universität Leipzig. Sein dortiges Geschichts- und Philologiestudium beendete er 1849 mit der Promotion.
Im Folgejahr wurde Flathe Lehrer am Realschulgymnasium in Plauen. In den folgenden Jahren bekleidete er weitere Ämter, so wurde er Oberlehrer und Bibliothekar. Am 13. Dezember 1866 berief ihn das königliche Kultusministerium zum Professor an der Fürstenschule St. Afra, welches Amt er am 9. Januar 1867 einnahm. Zunächst bekleidete er die sechste Professur. Bald aber stieg er zum zweiten Professor an der Schule auf, was einer Konrektor-Stelle entspricht.
1875 ernannte die Meißener Realschulkommission Flathe zu ihrem Mitglied. Zugleich gehörte er dem Stadtverordnetenkollegium der Stadt an. Einige Jahre später erhielt er das Ritterkreuz I. Klasse des Albrechts-Ordens, am 7. Januar 1895 wurde er auch zum Geheimrat ernannt. Am 3. April dieses Jahres verließ er die Fürstenschule.
Die nächsten Jahre verlebte Flathe in Loschwitz in der Nähe von Dresden. Er lebte zurückgezogen, widmete sich aber weiter der Forschung. Dabei nahmen Gehör und Sehstärke ab. Schließlich verstarb er dort am 26. März 1900 im Alter von 72 Jahren und wurde in Meißen auf dem Friedhof St. Afra bestattet.

## Wirken
Flathe setzte sich insbesondere mit der Geschichte Sachsens auseinander, aber auch mit der allgemeinen Geschichte. Dabei zeigte er Interesse für die gesamte sächsische Geschichte, beschränkte sich also nicht auf Perioden oder Spezialgebiete. Dabei bevorzugte er die neuere Geschichte, da zur älteren Geschichte ihm weniger Quellen zur Verfügung standen. Besonders in seinen letzten zwei Lebensdekaden setzte er sich mit der neueren Geschichte auseinander.
Flathe wurde als ruhig denkender Mensch beschrieben. Dies zeige sich, wie der Historiker Woldemar Lippert urteilte, besonders in seinen Werken, die aber eher gegen Ende seines Lebens entstanden.
1860 wurde Flathes erstes Werk publiziert, Die Vorzeit des sächsischen Volkes in Schilderungen aus den Quellenschriftstellern. Schon in diesem Werk legt sich Flathe nicht auf eine spezielle Periode der Geschichte oder einen Zweig fest. In dem Werk stellt er die Zeit vom 10. bis zum 16. Jahrhundert dar, indem er zeitgenössische Quellen übersetzt. Dieses Werk war für den sächsischen Geschichtsunterricht gedacht.
Flathe bearbeitete Karl August Engelhardts Vaterlandskunde für Schule und Haus, das er in der neunten, zehnten und elften Auflage in Leipzig bei J. A. Barth 1866, 1869 beziehungsweise 1877 veröffentlichte. Er edierte auch Werke anderer Schriftsteller.
Als Flathes Hauptwerk gilt die 1867 bis 1873 in Gotha bei Friedrich Andreas Perthes veröffentlichte Geschichte des Kurstaates und Königreiches Sachsen. Die erste Auflage dieses Werkes war von Karl Wilhelm Böttiger etwa dreißig Jahre zuvor in zwei Bänden verfasst worden. Flathe war für die zweite Auflage verantwortlich, wobei er sich kaum an der ersten orientierte, sodass es als eigenes Werk betrachtet werden kann.
Mit Sanct Afra. Geschichte der Königlich Sächsischen Fürstenschule zu Meißen bis 1879 verfasste Flathe ein Geschichtswerk über die Fürstenschule. Die letzte eigenständige Geschichte der Schule war neunzig Jahre vorher erschienen.
Als Vorsitzender des Geschichtsvereins Meißen hielt Flathe Vorträge zur sächsischen Geschichte und veröffentlichte Aufsätze. Außerdem verfasste er für die Allgemeine Deutsche Biographie (ADB) 142 Artikel zu bekannten Personen aus Sachsen. Somit wirkte er an den ersten 45 Bänden der ADB mit und setzte sich von allen Autoren der Biographie am meisten mit Sachsen auseinander. Dabei urteilte Woldemar Lippert, die meisten von Flathes Biographie-Artikeln seien recht dürftig, was aber daran läge, dass Flathe Wert auf Knappheit gelegt habe. Weiterhin schrieb er für das Literarische Zentralblatt und für die Historische Zeitschrift.
Abschließend in seinem Aufsatz über Flathe schreibt Lippert, Flathe habe ein bescheidenes Leben geführt und nicht nach Ruhm gestrebt. Darum sei er im allgemeinen sächsischen Volk nur noch durch seine Handbücher bekannt gewesen. Für die sächsische Geschichtswissenschaft hingegen sei Flathe unvergesslich.

## Werke
- Die Vorzeit des sächsischen Volkes in Schilderungen aus den Quellenschriftstellern. Tauchnitz, Leipzig 1860.
- Geschichte des Kurstaates und Königreiches Sachsen. Gotha, 1867, 1870, 1873; zweite Auflage.
- Karl August Engelhardt’s Vaterlandskunde für Schule und Haus im Königreiche Sachsen. 11. Auflage. Barth, Leipzig 1877 (Digitalisat).
- Sanct Afra. Geschichte der Königlich Sächsischen Fürstenschule zu Meißen bis 1879. Tauchnitz, Leipzig 1879.
- Das Zeitalter der Restauration und Revolution 1815–1851. Grote, Berlin 1883 (= Allgemeine Geschichte in Einzeldarstellungen)..
- Allgemeine Weltgeschichte 2. Auflage. Weber, Leipzig 1884 (Digitalisat).
- Geschichte der neuesten Zeit. 3 Bände, 1887–1892.
- Deutsche Reden, Denkmäler zur vaterländischen Geschichte des 19. Jahrhunderts. Band 1: 1808–1865. Leipzig 1893.
- Deutsche Reden, Denkmäler zur vaterländischen Geschichte des 19. Jahrhunderts. Band 2: 1867–1893. Leipzig 1894.
- Die Geschichte von Sachsen zum Unterricht in den vaterländischen Schulen 9. Auflage. Barth, Leipzig 1902 (Digitalisat).